# Iglesia de Santa Águeda (Abella de la Conca)

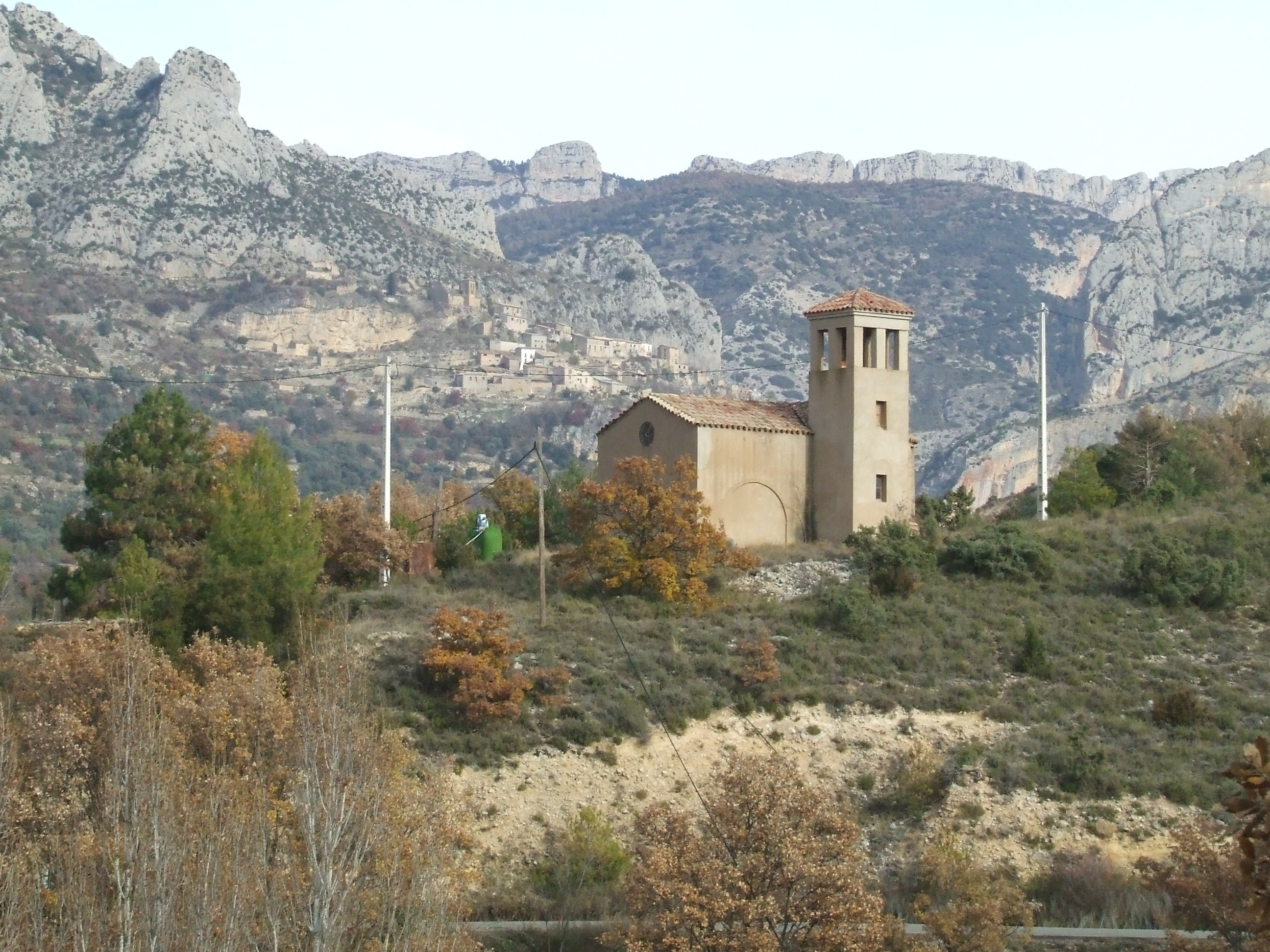
Vista general

La iglesia de Santa Águeda de Abella de la Conca es una iglesia moderna construida en el Cap del Pla de Abella, al sur del casco viejo del pueblo de Abella de la Conca, en el municipio pertenece, en la comarca catalana del Pallars Jussá en la provincia de Lérida.
Está situada al lado de levante cerca del lugar que actualmente hace de administración del municipio: las antiguas escuelas, convertidas actualmente en Ayuntamiento.